# Ильянский район
Илья́нский район (бел. Ільянскі раён, редко — Іллянскі) — административно-территориальная единица в Белорусской ССР в 1940—1957 годах, входившая в Вилейскую, затем — в Молодечненскую область.
Ильянский район был образован в Вилейской области 15 января 1940 года, в октябре установлено деление на 11 сельсоветов. С 20 сентября 1944 года — в Молодечненской области. 16 июля 1954 года ликвидированы Ракшицкий и Шинковский сельсоветы. 20 июля 1957 года район упразднён, а его территория полностью присоединена к Вилейскому району.
Площадь района составляла около 800 км².
Сельсоветы
- Вязынский;
- Ильянский;
- Карповичский;
- Латыгольский;
- Новогутский;
- Ольковичский;
- Ракшицкий;
- Редьковичский;
- Судниковский;
- Хотенчицкий;
- Шинковский.